# Sven Froberg
Sven Froberg (* 1971 in Wolfsburg) ist ein deutscher Sportjournalist.

## Werdegang
Froberg wuchs im Wolfsburger Stadtteil Ehmen auf, 1990 erlangte er am Gymnasium Fallersleben die Hochschulreife, nahm anschließend ein Studium an der Deutschen Sporthochschule Köln auf.
Ab 1992 war er als Sportredakteur beim Fernsehsender Sat.1 tätig und arbeitete für dessen Fußballsendung Ran. In den Jahren 2001 und 2002 verantwortete er die beim Deutschen Sportfernsehen (DSF) ausgestrahlte Fußballsendung LaOla. 2002 wechselte er zu Premiere, leitete dort die Sendung Bundesliga live sowie die Champions-League-Berichterstattung. Er wurde im Juli 2007 Chefredakteur des Deutschen Sportfernsehens. 2009 trat er beim Medienunternehmen ProSiebenSat.1 TV Deutschland das Amt des Sportchefs an. In dieser Tätigkeit fiel unter anderem die Berichterstattung über die Champions League, die Europa League und die Übertragung von Veranstaltungen in anderen Sportarten (darunter Basketball, Boxen, Motorsport) in seinen Aufgabenbereich. Am Jahresende 2012 gab er die Tätigkeit auf.
Ab 2013 war er bei der in Köln ansässigen Wige Media AG, dem Vorläufer von Sporttotal.TV, tätig und dort für die inhaltliche Ausrichtung verantwortlich. Am 1. September 2015 trat Froberg seinen Dienst als Geschäftsführer und Chefredakteur des Sport-Informations-Diensts (SID) an.
Im Frühjahr 2018 wechselte Froberg als Mediendirektor zum Fußball-Bundesligisten VfL Wolfsburg und blieb bis 2020 im Amt. Anschließend war er noch beratend beim VfL tätig. Als fortan freiberuflicher Medienschaffender entwickelte er unter anderem 2021 gestalterisch und inhaltlich hauptverantwortlich für den Fußballweltverband FIFA eine im Internet ausgestrahlte Sendung.
Seit März 2023 ist Froberg Geschäftsführer der in Hamburg ansässigen Dasbob Ideenfabrik GmbH. Mitte April 2024 wurde bekannt, dass gegen drei Gesellschaften des Unternehmens ein vorläufiges Insolvenzverfahren eröffnet worden ist.